# インターポール (バンド)
インターポール (Interpol) はアメリカ・ニューヨーク出身のロックバンド。

## 来歴

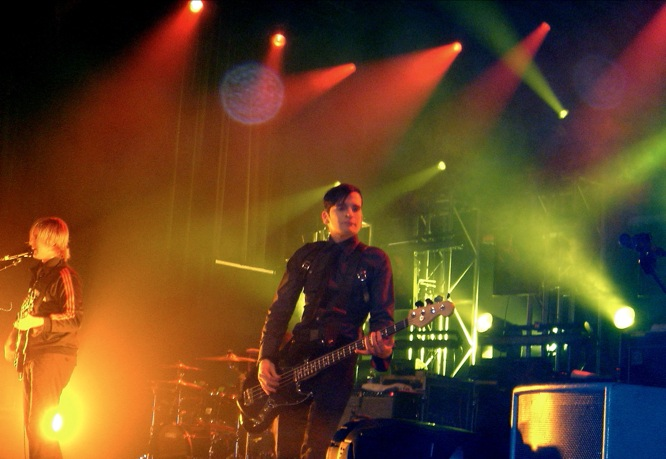
Interpol（2005年）

1997年結成。当時はメンバー全員がニューヨーク大学の学生であった。2000年に英インディ・レーベルのケミカル・アンダーグラウンドからデビューEPをリリース。その直後にドラマーのドルディが脱退し、フォガリーノが加入する。
自主制作盤を発表した後、2002年に米インディー・レーベルのマタドール・レコードと契約。同年に1stアルバム『ターン・オン・ザ・ブライト・ライツ』をリリース。このアルバムは評論家から称賛をもって受け入れられ、各種メディア媒体の「年間アルバム・ランキング」に挙げられた 。また、インディーからのリリースにもかかわらず、全米で30万枚以上を売り上げるロングヒットとなった。バンドは好調なセールスに支えられ世界ツアーを展開し、2003年にはサマーソニックで初来日を果たした。
2004年には2ndアルバム『アンティックス』を発表。全米で初登場15位を記録し、2011年時点での売上は、英米の合算で50万枚を超えている。翌2005年には単独公演とサマーソニックで一年に二度の来日公演を行った。
2006年秋、メジャーレーベルのキャピトル・レコードへの移籍が発表され、翌2007年に3rdアルバム『アワー・ラヴ・トゥ・アドマイヤー』をリリース。英米でいずれもトップ5に入る大ヒットを収めた他、各国で大きなチャート・アクションを起こし、世界規模の評価を得た。音楽的には初めてキーボードを導入し、従前とは異なる作品に仕上がっている。同年8月には、2003年、2005年に続いてサマーソニック07に出演した。
2010年には4枚目のアルバムでセルフタイトルの『インターポール』を発表。同作は自身のレーベルSoft Limitからのリリースとなり（アメリカでは古巣のマタドール、ヨーロッパなどではCooparative Musicを通してのリリース）、インディーに回帰した形となった。なお、同作の完成後にベーシストのカルロス・デングラーが脱退。アルバム発表にともなうツアーにはデイヴィッド・パホ（元スリント、トータス、ズワンなど）がサポート・ベーシストとして帯同した。

## メンバー
- ポール・バンクス (Paul Banks) - 1978年5月3日、イギリス、エセックス生まれ。ギター、リードボーカル担当。ジュリアン・プレンティ (Julian Plenti) 名義でソロ活動も行っている[7]。
- ダニエル・ケスラー (Daniel Kessler) - 1974年9月25日、イギリス、ロンドン生まれ。リードギター、バッキングボーカル担当。
- サム・フォガリーノ (Sam Fogarino) - 1968年8月9日生まれ。ドラムス担当。2000年加入。スワーヴドライヴァーのアダム・フランクリンとのユニット、マグネティック・モーニングでも活動。

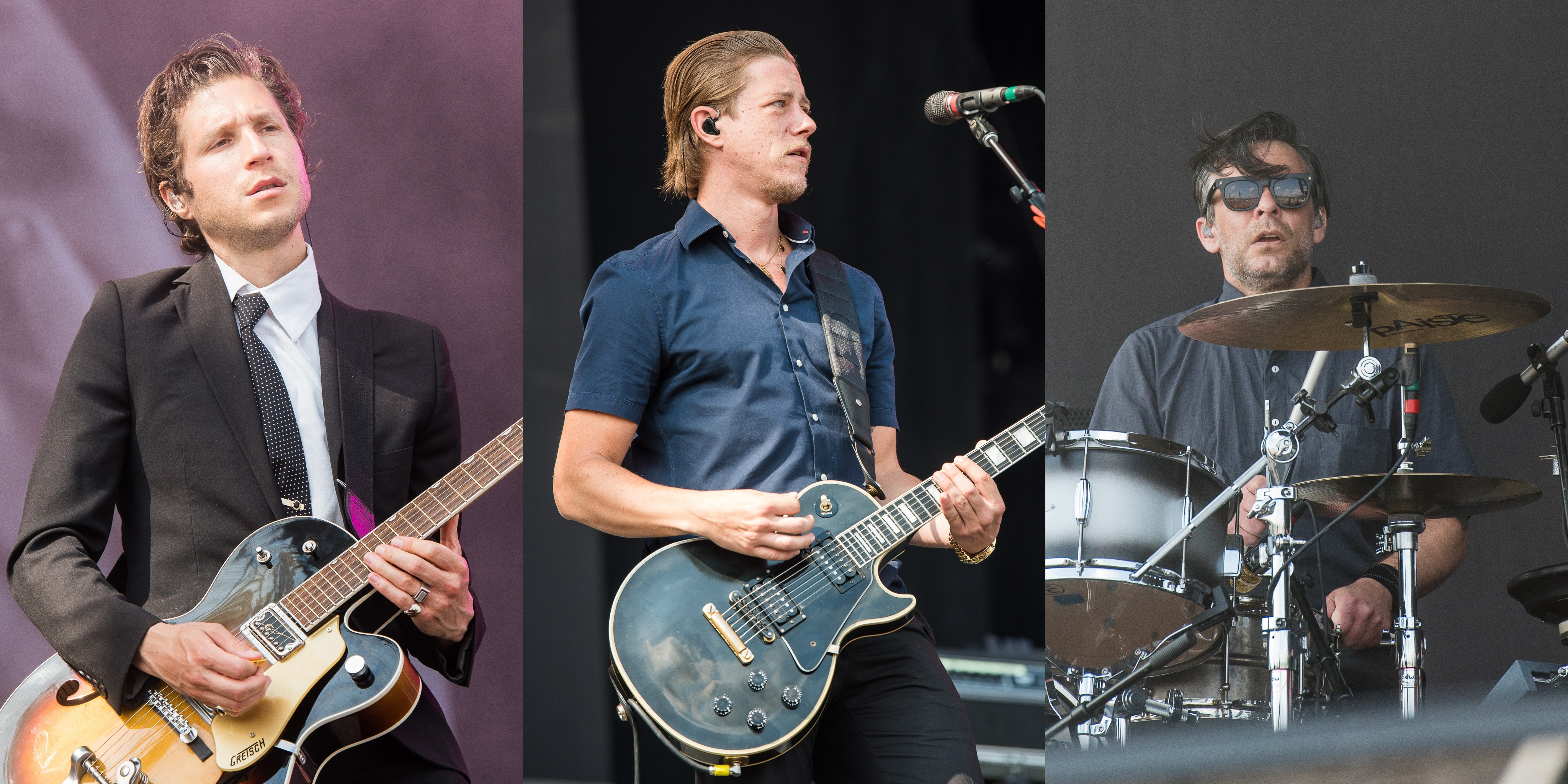
左からダニエル・ケスラー、ポール・バンクス、サム・フォガリーノ

### サポートメンバー
- ブランドン・カーティス (Brandon Curtis) - キーボード、バッキングボーカル担当。
- ブラッド・トゥルアックス（Brad Truax）- ベース担当[8]。

### 元メンバー
- カルロス・デングラー (Carlos Dengler) - 1974年4月23日生まれ。コロンビアおよびドイツ系の血をひく。ベース、キーボード担当。2010年脱退。
- グレッグ・ドルディ (Greg Drudy) - ドラムス担当。2000年脱退。envyのリリースでも知られるインディー・レーベル、レベル・プレーン・レコードのオーナー。

## 音楽性
ザ・キラーズ、フランツ・フェルディナンドなどと同様、ポストパンク・リバイバルに位置づけられる。しばしばジョイ・ディヴィジョンと比較され、バンクスのボーカルもイアン・カーティスとの類似性が指摘されている。重く暗い雰囲気を持つサウンドが特徴的で、「艶やかで哀愁を帯びたメロディは、氷のような美しさがある」 とも評される音楽性がバンドの大きな魅力となっている。

## ディスコグラフィー
＊発売日はアメリカにおけるもの。「英」は 全英アルバムチャート 、「米」は Billboard 200 におけるチャートの最高位を示す。

### オリジナル・アルバム
|   | 発売日        | アルバム                                                     | 英  | 米  | 補足                          |
| - | ------------- | ------------------------------------------------------------ | --- | --- | ----------------------------- |
| 1 | 2002年8月19日 | ターン・オン・ザ・ブライト・ライツ Turn on the Bright Lights | 101 | 151 |                               |
| 2 | 2004年9月27日 | アンティックス Antics                                        | 21  | 15  |                               |
| 3 | 2007年7月6日  | アワ・ラヴ・トゥ・アドマイヤー Our Love to Admire            | 2   | 4   | - アイルランドでは1位を獲得。 |
| 4 | 2010年9月7日  | インターポール Interpol                                      | 10  | 7   |                               |
| 5 | 2014年9月8日  | エル・ピントール El Pintor                                   | 9   | 7   |                               |
| 6 | 2018年8月24日 | マローダー Marauder                                          | 6   | 23  |                               |
| 7 | 2022年7月15日 | The Other Side of Make-Believe                               |     |     |                               |

### シングル＆EP
- Fukd I.D. #3（2000年）
- Precipitate EP（2001年）
- Interpol EP（2002年）
- Obstacle 1（2002年）※ヨーロッパのみ
- Say Hello to the Angels（2003年）※ヨーロッパのみ
- The Black EP（2003年）
- Obstacle 1 Remix（2003年）※ヨーロッパのみ
- Slow Hands（2004年、2005年再発）※ヨーロッパのみ
- Evil（2005年）※ヨーロッパのみ
- C'Mere（2005年）※ヨーロッパのみ
- Interpol Remix EP（2005年）
- The Heinrich Maneuver（2007年）
- Mammoth（2007年）
- Interpol: Live in Astoria EP（2007年）
- Barricade（2010年）
- Try it On (2011年)
- All the Rage Back Home (2014年)
- Ancient Ways (2014年)
- Everything os Wrong (2015年)
- The Rover (2018年)
- Number10 (2018年)
- If You Really Love Nothing (2018年)
- All at Once (2018年)
- Fine Mess (2019年)
- The Weekend (2019年)
- Toni (2022年)
- Something Changed (2022年)
- Fables (2022年)

## 来日公演
2003年
- 8月2日　大阪・サマーソニック2003
- 8月3日　東京・サマーソニック2003

2005年
- 1月25日　東京・東京・渋谷CLUB QUATTRO
- 1月26日　大阪・心斎橋CLUB QUATTRO
- 8月13日　東京・サマーソニック2005
- 8月14日　大阪・サマーソニック2005

2007年
- 8月11日　東京・サマーソニック2007
- 8月12日　大阪・サマーソニック2007

2018年
- 11月6日　東京・マイナビBLITZ赤坂